# Arthrinium hispanicum
Arthrinium hispanicum är en svampart som beskrevs av Larrondo & Calvo 1992. Arthrinium hispanicum ingår i släktet Arthrinium och familjen Apiosporaceae.   Inga underarter finns listade i Catalogue of Life.